# Luigi di Lussemburgo (cardinale)
Cardinale Luigi di Lussemburgo, in francese Louis de Luxembourg (Francia, 1390/1397 – castello di Hartfield, 18 settembre 1443), fu un arcivescovo francese che fu nominato cardinale da papa Eugenio IV.
Era figlio di Giovanni di Saint-Pol, conte di Brienne e di Conversano, signore di Beaurain e di Richebourg, e di Margherita d'Enghien, nipote del cardinale Pietro di Lussemburgo, vescovo di Metz, e del connestabile di Francia, Valerano III di Lussemburgo-Ligny, nonché zio del quasi-cardinale Teodobaldo ("Thibaud") di Lussemburgo e prozio del cardinale Filippo del Lussemburgo (1445-1519).
Fu suo fratello, Giovanni II di Lussemburgo-Ligny, che vendette Giovanna d'Arco a Pierre Cauchon.

## Biografia
Luigi di Lussemburgo divenne decano del capitolo della cattedrale di Beauvais il 31 maggio 1414  e sostenne gl'interessi inglesi dopo l'invasione inglese da parte di Enrico V d'Inghilterra. Eletto vescovo di Thérouanne prima del 2 gennaio 1415, la sua elezione venne confermata da papa Martino V il 24 novembre 1418 e venne consacrato da Renault de Chartres, arcivescovo di Reims. Egli venne contrapposto alla designazione di Guglielmo di Challant da parte dell'antipapa Giovanni XXIII, ma Luigi aveva ricevuto la bolla pontificia di Martino V il 24 novembre 1418.
Da quel medesimo anno presiedette la Chambre des comptes del regno. Nel 1420 assistette all'insediamento di Pierre Cauchon a Beauvais.
In occasione della proclamazione del nuovo re d'Inghilterra, Enrico VI, fu inviato speciale del regno di Francia presso l'ambasciata francese a Londra per le felicitazioni al nuovo re. Egli si allineò al nuovo sovrano inglese e divenne cancelliere di Francia dal 7 febbraio 1425.
Assistette all'incoronazione di Enrico VI re di Francia nella Cattedrale di Notre-Dame a Parigi il 17 dicembre 1431. Secondo personaggio più potente della Francia inglese dopo il Giovanni Plantageneto, I duca di Bedford, ne celebrò il matrimonio con la nipote, Giacometta di Lussemburgo, nel 1433.
La nomina di Hugues des Orges ad arcivescovo di Rouen, effettuata da papa Martino V il 19 gennaio 1431, gl'impedì di diventarlo lui. Partecipò al concilio di Basilea nel 1432.
Il 9 ottobre 1436 il capitolo di Rouen lo elesse arcivescovo di Rouen, in sostituzione di Hugues des Orges, deceduto il 19 agosto di quell'anno. pres possesso della diocesi per procura l'11 aprile 1437 e vi fece il suo ingrasso solenne il 9 agosto successivo.
Al momento dell'insurrezione di Parigi contro gl'inglesi trovò rifugio in un primo tempo alla Bastiglia. Partì per l'Inghilterra ove, il 27 settembre del 1437 venne nominato amministratore apostolico della diocesi di Ely.
Nel 1439 partecipò al concilio di Firenze ed il 18 dicembre di quell'anno papa Eugenio IV lo nominò cardinale, assegnandogli l'8 gennaio dell'anno successivo il titolo di cardinale presbitero dei Santi Quattro Coronati, che egli cambiò nel 1442 per quello di cardinale vescovo di Frascati.
Nel dicembre di quell'anno venne nominato ambasciatore del re Enrico VI d'Inghilterra per negoziare la pace con Carlo VII di Francia.
Morì il 18 settembre 1443 nel castello di Hartfield, durante un viaggio in Inghilterra. La sua salma venne inumata nella cattedrale di Ely, vicino all'altare delle sante reliquie, mentre il suo cuore venne inviato a Rouen.

## Genealogia episcopale e successione apostolica
La genealogia episcopale è:
- Cardinale Renault de Chartres
- Cardinale Luigi di Lussemburgo

La successione apostolica è:
- Vescovo Gilles de Duremont, O.Cist. (1440)

## Ascendenza
|                                      |                             |                                     | Genitori                            |  |  | Nonni |  |  | Bisnonni                           |  |  | Trisnonni                           |  |
|                                      |                             |                                     |                                     |  |  |       |  |  | 8. Giovanni I di Lussemburgo-Ligny |  |  | 16. Waleran II di Lussemburgo-Ligny |  |
|                                      |                             |                                     |                                     |  |  |       |  |  | 8. Giovanni I di Lussemburgo-Ligny |  |  | 16. Waleran II di Lussemburgo-Ligny |  |
|                                      |                             | 17. Guidotta di Lille               |                                     |  |  |       |  |  | 8. Giovanni I di Lussemburgo-Ligny |  |  |                                     |  |
| 4. Guido di Lussemburgo-Ligny        |                             |                                     |                                     |  |  |       |  |  | 8. Giovanni I di Lussemburgo-Ligny |  |  |                                     |  |
|                                      |                             | 9. Alice di Dampierre               | 18. Guido di Dampierre              |  |  |       |  |  |                                    |  |  |                                     |  |
|                                      |                             | 9. Alice di Dampierre               | 18. Guido di Dampierre              |  |  |       |  |  |                                    |  |  |                                     |  |
|                                      |                             | 9. Alice di Dampierre               | 19. Beatrice di Putten              |  |  |       |  |  |                                    |  |  |                                     |  |
| 2. Giovanni di Lussemburgo-Saint-Pol |                             | 9. Alice di Dampierre               |                                     |  |  |       |  |  |                                    |  |  |                                     |  |
|                                      |                             | 10. Giovanni di Châtillon-Saint-Pol | 20. Guido IV di Châtillon-Saint-Pol |  |  |       |  |  |                                    |  |  |                                     |  |
|                                      |                             | 10. Giovanni di Châtillon-Saint-Pol | 20. Guido IV di Châtillon-Saint-Pol |  |  |       |  |  |                                    |  |  |                                     |  |
|                                      |                             | 10. Giovanni di Châtillon-Saint-Pol | 21. Maria di Bretagna               |  |  |       |  |  |                                    |  |  |                                     |  |
| 5. Matilde di Châtillon              |                             | 10. Giovanni di Châtillon-Saint-Pol |                                     |  |  |       |  |  |                                    |  |  |                                     |  |
|                                      |                             | 11. Giovanna di Fiennes             | 22. Giovanni I di Fiennes           |  |  |       |  |  |                                    |  |  |                                     |  |
|                                      |                             | 11. Giovanna di Fiennes             | 22. Giovanni I di Fiennes           |  |  |       |  |  |                                    |  |  |                                     |  |
|                                      |                             | 11. Giovanna di Fiennes             | 23. Isabelle di Dampierre           |  |  |       |  |  |                                    |  |  |                                     |  |
| 1. Luigi di Lussemburgo              |                             | 11. Giovanna di Fiennes             |                                     |  |  |       |  |  |                                    |  |  |                                     |  |
|                                      | 12. Gualtiero III d'Enghien | 24. Gualtiero II d'Enghien          |                                     |  |  |       |  |  |                                    |  |  |                                     |  |
|                                      | 12. Gualtiero III d'Enghien | 24. Gualtiero II d'Enghien          |                                     |  |  |       |  |  |                                    |  |  |                                     |  |
|                                      | 12. Gualtiero III d'Enghien | 25. Iolanda di Fiandra              |                                     |  |  |       |  |  |                                    |  |  |                                     |  |
| 6. Luigi d'Enghien                   | 12. Gualtiero III d'Enghien |                                     |                                     |  |  |       |  |  |                                    |  |  |                                     |  |
|                                      |                             | 13. Isabella di Brienne             | 26. Gualtieri V di Brienne          |  |  |       |  |  |                                    |  |  |                                     |  |
|                                      |                             | 13. Isabella di Brienne             | 26. Gualtieri V di Brienne          |  |  |       |  |  |                                    |  |  |                                     |  |
|                                      |                             | 13. Isabella di Brienne             | 27. Giovanna di Châtillon           |  |  |       |  |  |                                    |  |  |                                     |  |
| 3. Margherita d'Enghien              |                             | 13. Isabella di Brienne             |                                     |  |  |       |  |  |                                    |  |  |                                     |  |
|                                      |                             | 14. Antonio Sanseverino             | 28. Tommaso III Sanseverino         |  |  |       |  |  |                                    |  |  |                                     |  |
|                                      |                             | 14. Antonio Sanseverino             | 28. Tommaso III Sanseverino         |  |  |       |  |  |                                    |  |  |                                     |  |
|                                      |                             | 14. Antonio Sanseverino             | 29. Sibilla Pipino                  |  |  |       |  |  |                                    |  |  |                                     |  |
| 7. Giovanna Sanseverino              |                             | 14. Antonio Sanseverino             |                                     |  |  |       |  |  |                                    |  |  |                                     |  |
|                                      |                             | 15. Isabella del Balzo              | 30. Bertrando III del Balzo         |  |  |       |  |  |                                    |  |  |                                     |  |
|                                      |                             | 15. Isabella del Balzo              | 30. Bertrando III del Balzo         |  |  |       |  |  |                                    |  |  |                                     |  |
|                                      |                             | 15. Isabella del Balzo              | 31. Margherita d'Aulney             |  |  |       |  |  |                                    |  |  |                                     |  |
|                                      |                             | 15. Isabella del Balzo              |                                     |  |  |       |  |  |                                    |  |  |                                     |  |